# Demetrius Joyette
Pour les articles homonymes, voir Joyette.
Demetrius Joyette est un acteur canadien né le 14 mars 1993 à Toronto. 

## Biographie

### Carrière
Il est plus connu pour ses rôles de Michael Théodore Davies dans la sitcom The Latest Buzz et Porter Jackson sur Wingin' it. Il est aussi connu pour son rôle de Mike Dallas dans la prestigieuse série télé: degrassi, la nouvelle génération.

## Filmographie
- Buzz Mag, Michael Davies
- Mon ange gardien, Porter Jackson
- Blizzard, Bobby